# NSP4 (rotavírus)
O rotavirus de proteína não estrutural viral NSP4 foi a primeira enterotoxina descoberta. Esta provoca diarreia e causa secreção transepitelial dependente de Ca2+.